# Кутенята
Кутеня́та (бел. Куцяняты) — деревня находится в Городьковском сельсовете Воложинского района Минской области Республики Беларусь.
Находится в 13 км от Воложина на трассе Жомойдь — Воложин.
Этот населённый пункт вытянут линейно, что связано с расположением деревни в ложбине между холмами.

## Административное устройство
До 18 декабря 2009 года деревня входила в состав Забрезского сельсовета.

## История
Деревня Кутенята предположительно возникла в XIX веке. Само название «Кутенята» связано со словом «кут» (рус. угол). По словам местных жителей, это означает, что деревня была построена у леса, так как наиболее выгодные места в округе уже были заняты другими населенными пунктами. Данный населенный пункт находился во владениях графа А. Тышкевича.
По данным Всероссийской переписи населения 1897 года в Кутенятах проживали 142 жителя в 23 дворах. В 1904 проживало уже 157, а в 1908 — 169 жителей.
По Рижскому мирному договору 1921 года деревня Кутенята, как и вся Западная Беларусь, вошла в состав Польши.
При польской власти в сельском доме была открыта польская школа. Политика полонизации в данной местности проводилась не столь активно как в других местах, в частности, здесь не было осадника. Как и во всей Западной Беларуси, здесь проводились аграрные реформы, и жители Кутенят были полностью заняты в сельском хозяйстве. Здесь выращивались рожь, пшеница, овёс, люпин, картофель, сахарная свёкла.
В ноябре 1939 года Западная Беларусь была включена в состав БССР и деревня Кутенята входит в Филиппинятский сельский Совет Воложинского района Барановичской области.
С конца июня 1941 года деревня была оккупирована немецкими захватчиками, освобождена 5 июля 1944 года. Война нанесла огромный урон деревне, были сожжены дома, убита часть мирного населения, на фронте погибли три жителя деревни: до войны в деревне проживали 199 жителей в 33 дворах, а в 1959 году в Кутенятах было всего 180 жителей.
20 сентября 1944 года данная территория была передана в состав Молодечненской области.
По окончании Великой Отечественной войны в деревня Кутенята, как и во всей Западной Беларуси проводилась коллективизация и индустриализация. 14 декабря 1949 года Кутенята были включены в состав колхоза «Луч коммуны», который обслуживала Вишневская МТС.
В 1956 году деревня перешла в состав колхоза «Победа».
В 1960 году деревня была передана в состав Минской области: с 1962 года деревня находилась в Молодечненском, с 1965 — в Воложинском районе.
В 1960—1970-е года в деревне проживали более 200 жителей, действовали начальная школа, детский сад, библиотека, работали зернохранилище, ферма крупного рогатого скота, кормоцех и магазин. На ферме в первую очередь выращивались свиньи (1000—1200 голов в 1975 году), а также овцы, коровы и др.
В 1966 году деревня была укрупнена деревнями Ясенешки и Демидовщина.
В 1989 году была закрыта школа, в 1990 — детский сад. Колхоз «Победа» был объединён с СПК «Забрезье», а затем и с СПК «Лоск».
В 1994 году в Кутенятах проживали 123 жителя.

## Современность
По состоянию на 2011 год в деревне функционирует только магазин. По мнению местных жителей в нём отличный ассортимент выбора товаров. Покупают в основном продукты питания. Важным фактом является то, что в магазине можно сделать заказ на любые виды товаров. Медицинское обслуживание — дом социальных услуг (создан на месте ФАПа). Помимо этого, раз в неделю приезжает врач, проводящий профилактическую работу с населением.

## Демография
В 2011 году в деревне проживало 85 человек в 46 домохозяйствах, из них: 9 — моложе трудоспособного возраста, 36 — трудоспособного и 40 — старше трудоспособного возраста. В дачный сезон в Кутенятах проживают до 200 человек.

## Достопримечательности
В 2010 году создана агроусадьба «Страусиный уголок», которая занимается разведением страусов 3 видов: большой африканский, эму и нанду. Также на ней разводят свиней: простых и вьетнамских. «Страусиный уголок» известен не только у местным жителям но и многим минчанам, а также жителям ближнего и дальнего зарубежья: россиянам, швейцарцам, немцам.